# بخش بوستا
بخش بوستا (به سوئدی: Båstads kommun) یک ناحیه شهری در سوئد است که در شهرستان اسکونه واقع شده‌است.

## خواهرخوانده
شهر Hundested خواهرخواندهٔ بخش بوستا هست.